# Rijksbeschermd gezicht Aalten
Gezicht Aalten is een van rijkswege beschermd dorpsgezicht in Aalten in de Nederlandse provincie Gelderland. De procedure voor aanwijzing werd gestart op 15 mei 1964. Het gebied werd op 12 mei 1966 definitief aangewezen. Het beschermd gezicht beslaat een oppervlakte van 1,4 hectare.
Panden die binnen een beschermd gezicht vallen krijgen niet automatisch de status van beschermd monument. Wel zal de gemeente het bestemmingsplan aanpassen om nieuwe ontwikkelingen in het gebied te reguleren. De gezichtsbescherming richt zich op de stedenbouwkundige en cultuurhistorische waardering van een gebied en wil het toekomstig functioneren daarvan veiligstellen.